# كرويكس إن تيرنويس
كرويكس إن تيرنويس (بالفرنسية: Croix-en-Ternois)‏ هي بلدية تقع في إقليم باد كاليه من منطقة نور با دو كاليه في شمال فرنسا. تبلغ مساحة هذه المدينة 6.62 (كم²)، وترتفع عن سطح البحر 152 م، يبلغ عدد سكانها 255 نسمة حسب إحصاء المعهد الوطني للإحصاء والدراسات الاقتصادية سنة 2009 م. وترأس Régis Béron البلدية خلال فترة (2008–2014).